# Štrepci
Štrepci (en serbe cyrillique : Штрепци) est un village de Bosnie-Herzégovine. Il est situé dans le district de Brčko. Selon les premiers résultats du recensement de 2013, il compte 732 habitants.

## Géographie
Le village est situé sur les bords de la Štrepačka rijeka, un affluent de la Zovičica.

## Démographie

### Évolution historique de la population dans la localité
| 1948 | 1953 | 1961 | 1971 | 1981 | 1991 | 2013 |
| ---- | ---- | ---- | ---- | ---- | ---- | ---- |
| -    | -    | 572  | 762  | 628  | 861  | 732  |

|  |